# Trondheim kunstmuseum

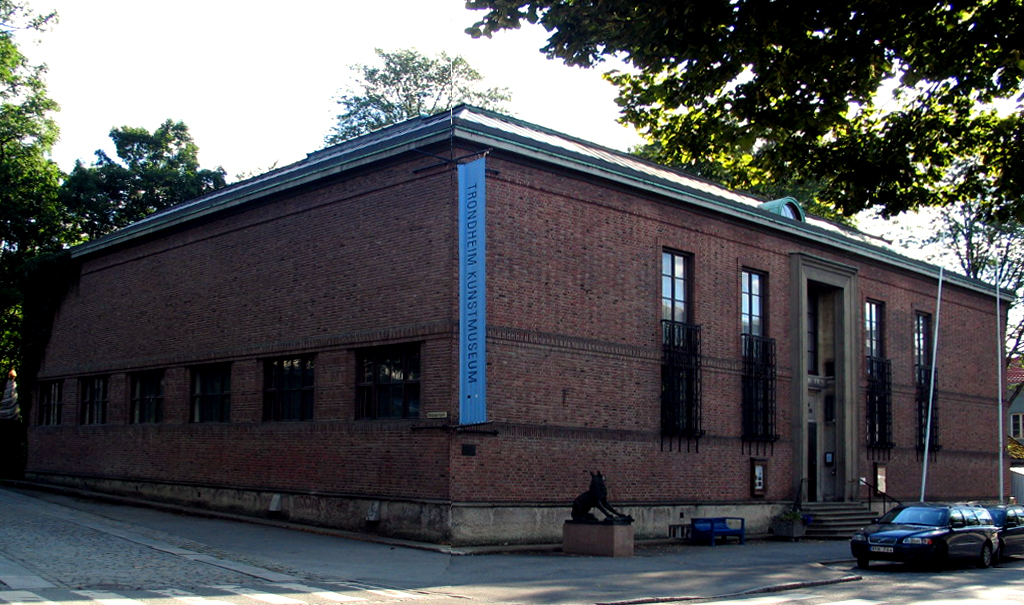
Trondheim kunstmuseum

Trondheim kunstmuseum är ett konstmuseum i Trondheim, förkortat till TKM. Museet drevs tidigare under namnet Trøndelag Kunstgalleri och blev 2009 en del av Museene i Sør-Trøndelag.
Museet ägs av en stiftelse och har en av Norges största samlingar av norsk konst. I museets samlingar ingår även verk av bland annat Matisse, Miró, Moore, Picasso och Rembrandt samt Dürer.
Huvuddelen av konsten består dock av verk utförda av norska konstnärer från tidigt 1800-tal fram till dagens nutidskonst. I museets grafiksamling ingår en stor deposition från Munchmuseet med grafik utförd av Edvard Munch. I den nordiska avdelningen ingår konst utförd av bland annat Anders Zorn, Sven Erixson, Kjartan Slettemark, C.W. Eckersberg, Olaf Rude och Robert Jacobsen. Fram till 1997 drevs utställningsverksamheten av Trondheim Kunstforening som stiftades 1845. Kunstforeningen startade sitt galleri 1864 och 1930 flyttade man in i en byggnad som ritades av Alf Daniel Hofflund. Byggnaden byggdes ut 1986 efter ritningar utförda av Ola Steen. Efter en omorganisation och utbyggnad 1997 fick museet sitt nuvarande namn i samband med invigningen.
Förutom museets egna verk visas åtta till tio utställningar årligen med tonvikt på med nu verksamma konstnärer från bygden eller temautställningar med inlånade verk. Bland annat visades utställningen Mångfald i samband med en miljökonferens i Trondheim 1993. Till de årligen återkommande utställningarna märks en utställning med verk utförda av avgångsklasserna vid Konstakademin och den jurybedömda Decembersalongen.